# Campeonato Paranaense de Futebol de 1992 - Divisão Intermediária
O Campeonato Paranaense de Futebol - Divisão Intermediária de 1992, também chamado de Seletiva para o estadual paranaense do mesmo ano, foi o vigésimo segundo torneio desta competição. Neste ano, duas edições da segunda divisão estiveram em disputa. 
Houve a Divisão Intermediária, disputada no primeiro semestre, que ofertava vagas à divisão principal do mesmo ano. E teve a Segunda Divisão propriamente dita, disputada paralelamente à elite do estadual no segundo semestre de 1992. Por esta razão, há equipes que foram rebaixadas da Primeira Divisão em 1991 que, ainda assim, jogaram na elite do futebol paranaense em 1992.
Na presente competição, catorze equipes estiveram em disputa com uma chave unificada. O União Bandeirante sagrou-se campeão.

## Participantes
| Equipe                                  | Cidade                   | Região                            | No ano anterior | Estádio                                | Capacidade | Títulos        | Participações |
| --------------------------------------- | ------------------------ | --------------------------------- | --------------- | -------------------------------------- | ---------- | -------------- | ------------- |
| Tabu Esporte Clube                      | Clevelândia              | Microrregião de Cascavel          | Lugar           | --                                     | --         | 0 (não possui) | 15            |
| Cesum                                   | Medianeira               | Microrregião de Foz do Iguaçu     | Lugar           | --                                     | --         | 0 (não possui) | 5             |
| Jandaia Esporte Clube                   | Jandaia do Sul           | Microrregião de Apucarana         | Lugar           | Estádio Hermínio Vignoli               | --         | 2 (1966, 1969) | 12            |
| Nacional Atlético Clube Sociedade Civil | Rolândia                 | Microrregião de Londrina          | Lugar           | Estádio Erich George                   | --         | 0 (não possui) | 7             |
| Goioerê                                 | Goioerê                  | Microrregião de Goioerê           | Lugar           | --                                     | --         | 1 (1990)       | 5             |
| Esporte Clube Mixto Bordô               | Telêmaco Borba           | Microrregião de Telêmaco Borba    | Lugar           | Estádio Dr. Horácio Klabin             | --         | 0 (não possui) | 4             |
| Caramuru Esporte Clube                  | Castro                   | Microrregião de Ponta Grossa      | Lugar           | --                                     | --         | 0 (não possui) | 7             |
| Umuarama Futebol Clube                  | Umuarama                 | Microrregião de Umuarama          | Lugar           | Estádio Municipal Lúcio Pipino         | 3.000      | 0 (não possui) | 7             |
| União Bandeirante Futebol Clube         | Bandeirantes             | Microrregião de Cornélio Procópio | Lugar           | Estádio Comendador Luís Meneghel       | 10.000     | 1 (1988)       | 3             |
| Associação Atlética Iguaçu              | União da Vitória         | Microrregião de União da Vitória  | Lugar           | Estádio Municipal Antiocho Pereira     | 12.000     | 2 (1987, 1991) | 10            |
| Pato Branco Esporte Clube               | Pato Branco              | Microrregião de Pato Branco       | Lugar           | Estádio Os Pioneiros                   | 1.500      | 2 (1981, 1986) | 4             |
| Sociedade Esportiva Platinense          | Santo Antônio da Platina | Microrregião de Jacarezinho       | Lugar           | Estádio José Eleutério da Silva        | --         | 1 (1985)       | 7             |
| Atlético Clube Paranavaí                | Paranavaí                | Microrregião de Paranavaí         | Lugar           | Estádio Municipal Dr. Waldemiro Wagner | --         | 2 (1967, 1983) | 5             |
| Associação Atlética Batel               | Guarapuava               | Microrregião de Guarapuava        | Lugar           | Estádio Waldomiro Gelinski             | 7.000      | 0 (não possui) | 2             |

## Regulamento
O campeonato foi disputado no sistema de pontos corridos, em turno e returno. Os quatro primeiros colocados qualificaram-se para a elite do mesmo ano.
Ao final da disputa, foram promovidos ao Campeonato Paranaense de Futebol de 1992 as equipes do União Bandeirante, Batel, Umuarama e Goioerê.

## Campeão
| Campeão Paranaense de 1992 - Divisão Intermediária |
| -------------------------------------------------- |
| União Bandeirante Futebol Clube 2° Título          |

## Ligação externa
- Federação Paranaense de Futebol